# Chiesa di San Pantaleone (Medesano)
La chiesa di San Pantaleone è un luogo di culto cattolico dalle forme neoromaniche e neogotiche, situato in via Conciliazione 1 a Medesano, in provincia e diocesi di Parma; è sede di una parrocchia compresa nella zona pastorale della Pedemontana.

## Storia
Il luogo di culto originario a servizio del borgo di Medexano fu costruito in epoca medievale probabilmente nei pressi del castello sul Poggio; la più antica testimonianza della sua esistenza risale al 1230, quando la cappella fu citata nel Capitulum seu Rotulus Decimarum della diocesi di Parma tra le dipendenze della pieve di Fornovo.
Nel 1564 fu edificata una nuova chiesa dedicata a san Pantaleone, sede di parrocchia autonoma, lungo la via Francigena, sulla sponda del rio Campanara.
Nel 1908 il tempio cinquecentesco, ormai in rovina, fu chiuso al culto per inagibilità; nel 1910 fu decisa la costruzione di un nuovo luogo di culto sulla collina di fronte al Poggio, in prossimità del centro abitato, e il cantiere fu avviato il 12 gennaio del 1913; i lavori, sospesi durante la prima guerra mondiale, ripresero a rilento a conflitto ultimato e furono conclusi soltanto nel 1928, a eccezione del campanile, che rimase incompleto; il 2 settembre di quell'anno la chiesa neoromanica fu solennemente consacrata dal vescovo di Parma Guido Maria Conforti.
Nel 1959 ripartirono i lavori di costruzione della torre campanaria, ferma alla quota di 35 m, che fu sopraelevata fino a raggiungere i 51,5 m; al termine delle opere, il 2 giugno del 1960 il campanile fu benedetto dal vescovo Evasio Colli.
Il 15 luglio del 1971 un forte terremoto causò alcune lesioni sulle volte di copertura della chiesa, che peggiorarono a causa del sisma del 9 novembre del 1983; in seguito furono eseguiti gli interventi di restauro degli interni e di consolidamento strutturale dell'edificio.
Nel 2006 il presbiterio fu risistemato in ottemperanza alla riforma liturgica, secondo le indicazioni CEI del 1996; le opere furono inaugurate il 2 aprile dello stesso anno dal vescovo Silvio Cesare Bonicelli.
Dal dicembre del 2019 la chiesa è chiusa per inagibilità per il rischio di cedimenti delle strutture lignee del tetto, deteriorate da prolungate infiltrazioni d'acqua.

## Descrizione

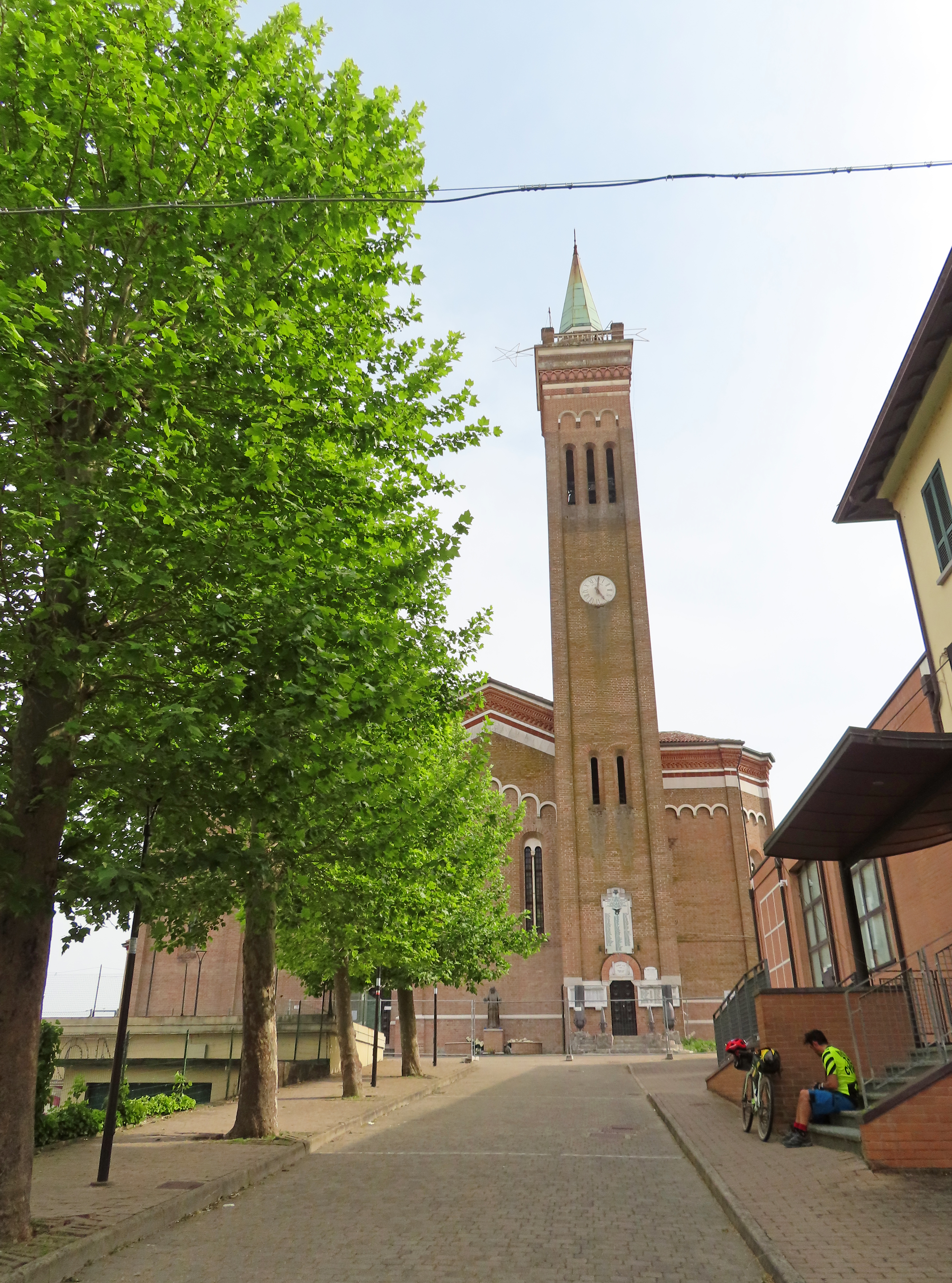
Lato nord e campanile

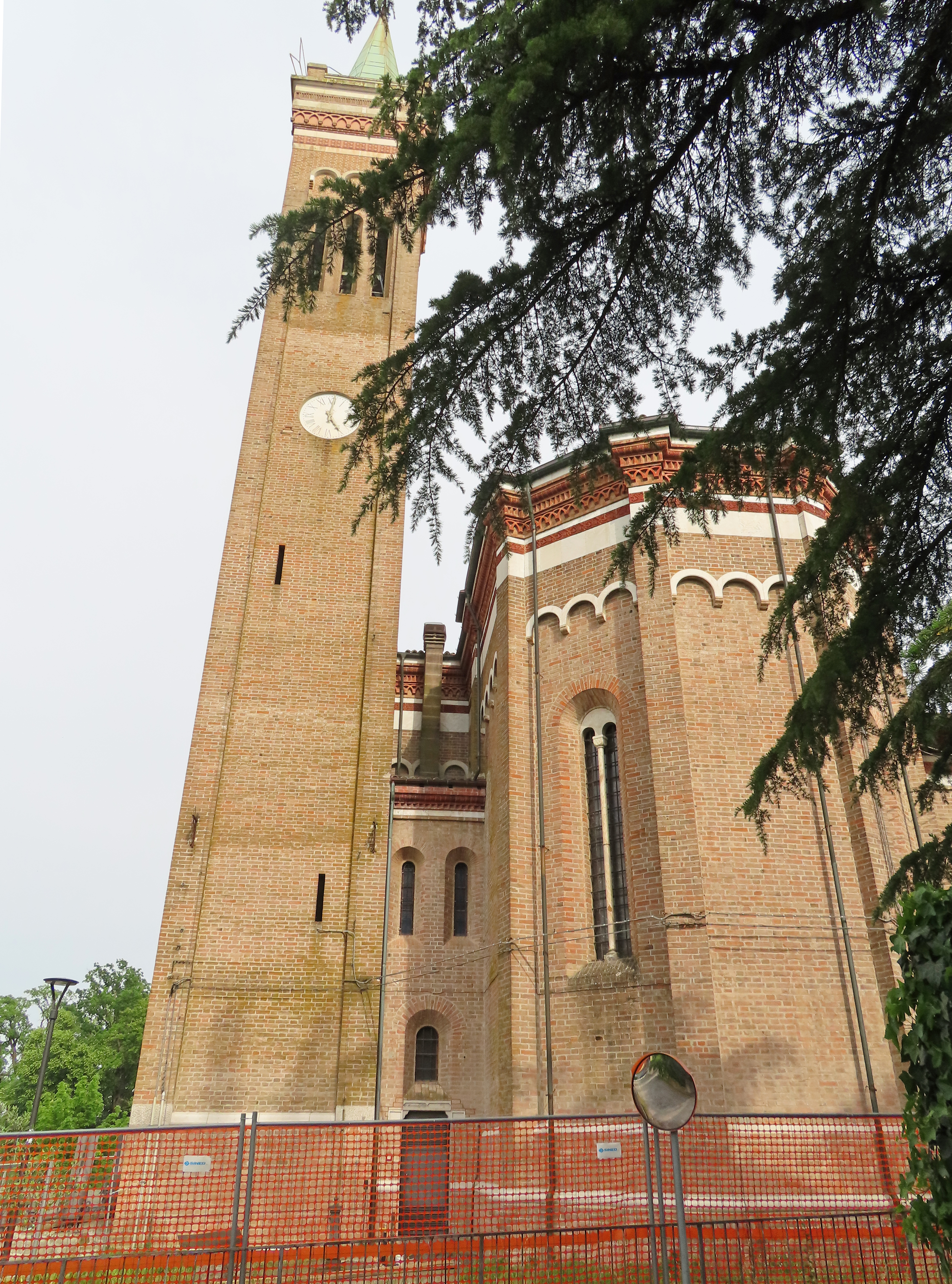
Abside e campanile

La chiesa si sviluppa su un impianto a navata unica affiancata da una cappella per lato, con ingresso a est e presbiterio absidato a ovest; in adiacenza sorge la canonica neoromanica, edificata nel 1948 su progetto del geometra Renato Arisi.
L'alta e simmetrica facciata a capanna, quasi completamente rivestita in laterizio come il resto dell'edificio, è preceduta da una scalinata a rampe contrapposte che si erge lungo il pendio; al centro è collocato l'ampio portale d'ingresso fortemente strombato, rialzato su una gradinata e sormontato da una lunetta contenente un altorilievo in terracotta; più in alto si apre un grande rosone strombato delimitato da una doppia cornice in cotto; in sommità si allunga, su una cornice in cotto, una fascia di arcate cieche rette da colonnine in marmo con capitelli a cubo scantonato; a coronamento si sviluppa lungo gli spioventi del tetto un cornicione decorato con un doppio motivo ad archetti intrecciati e a denti di sega, che prosegue anche sui fianchi e sul retro del tempio.
I prospetti laterali, le cappelle e la zona absidale sono suddivisi verticalmente da una serie di paraste e decorati in sommità con una fascia ad archi pensili poggianti su peducci; i fianchi sono illuminati da monofore strombate ad arco a tutto sesto, mentre sul retro si aprono alte bifore a tutto sesto scandite da colonnine binate.
Al termine del lato destro, in adiacenza alla cappella e al presbiterio, si erge fino alla quota di 51,5 m lo slanciato campanile, uno dei più alti di tutta la diocesi di Parma; la torre, dedicata ai caduti di tutte le guerre, è decorata con lesene angolari; la cella campanaria si affaccia sulle quattro fronti attraverso trifore ad arco a tutto sesto; in sommità si allunga una fascia ad archi pensili, sormontata dal cornicione in aggetto; a coronamento si eleva un'aguzza guglia a base ottagonale, tra quattro piccoli pinnacoli posti sugli spigoli.
All'interno la solenne navata intonacata, dai tratti neogotici per l'estrema verticalità, è coperta da quattro volte a crociera costolonate; ai lati si erge una serie di paraste in laterizio coronate da capitelli scolpiti, che sul fondo scandiscono le due alte e simmetriche cappelle, anch'esse chiuse superiormente da volte a crociera costolonate.
Il presbiterio, lievemente sopraelevato, è preceduto dall'arco trionfale, retto da paraste; l'ambiente, coperto da una volta a crociera costolonata, accoglie l'altare maggiore a mensa in marmo, risistemato nel 2006; sul fondo l'abside a pianta poligonale è illuminata da due vetrate policrome, aperte ai lati dell'alto mosaico centrale raffigurante la Santissima Trinità, realizzato dalla fabbrica "Enrico Arrigoni e Figlio" di Pietrasanta nel 2006.